# Указ про визнання Російською Федерацією Донецької та Луганської Народних Республік як незалежних держав
Указ про визнання Російською Федерацією Донецької та Луганської Народних Республік як незалежних держав — указ президента Російської Федерації Володимира Путіна про визнання терористичних угрупувань «ДНР» та «ЛНР» «незалежними державами». Він порушує територіальну цілісність та суверенітет України, а також суперечить міжнародному праву. Передував Російському вторгненню в Україну
«Вважаю за необхідне прийняти вже давно назріле рішення: негайно визнати суверенітет “ДНР” і “ЛНР”»,— сказав Путін у своєму відеозверненні у понеділок. Одразу після цього підписав відповідні укази у присутності ватажків псевдореспублік.
Перед тим, як оголосити це рішення, Путін заявив, що Україна розколота, в країні гостра соціально-економічна криза, люди масово виїжджають за кордон, а тарифи зростають катастрофічними темпами.
Також Володимир Путін звинуватив Україну в дерусифікації та придушенні свободи слова.

## Реакція Європи
Канцлер Німеччини Шольц засудив визнання ОРДЛО незалежним.
«Такий крок буде кричущим запереченням Мінських угод про мирне врегулювання конфлікту на сході України, і одностороннім порушенням цих угод з боку Росії», — заявив він.
Тим часом президент Франції Еммануель Макрон також скликав засідання французького РНБО. Про його подробиці чи рішення поки не повідомляють.
У ЄС також засудили рішення президента Путіна про визнання «ДНР» та «ЛНР».